# 中小學女子壘球聯賽高中組
中小學女子壘球聯賽高中組(原高中女壘聯賽)為中華民國教育部於1994年(83學年度)創立的高中校際間的女子壘球運動聯賽。

## 簡介
教育部自1994年起，為建立學校運動聯賽制度，提高學校運動水準，特委由高中體育總會規劃實施高中女子壘球聯賽。1999年因受921大地震影響，女子壘球聯賽因學校經費緊縮，高中體總於2000年起停辦女壘聯賽。2003年教育部再度委由高中體總舉辦中等女壘聯賽，期望藉由這項比賽廣推女壘運動，培養優秀人才，提昇國際競爭力。

## 賽制
剛開打時，採用兩階段的賽制。首先將全國分成北一區、北二區、南一區及南二區等四個區域，再由各區域內共6個聯盟分別進行地域聯賽。每一分區3隊以下取1名，4到6隊取2名，7至9隊取3名參加全國總決賽。1996年及1997年則分為預賽、複賽、決賽三階段。1998年由於參加隊伍較少，全國僅分為南區及北區，賽制也僅分成會前賽及總決賽兩階段。1999年參賽隊伍更少，因此直接進行決賽。2003年復賽之後，參賽隊伍較停賽前更少，唯仍採預賽及決賽兩階段比賽，以增加比賽機會及場次。2003年複辦後成為中小學女子壘球聯賽高中組分成甲組和乙組。

## 歷年名次
以下未列出82學年度~95學年度成績名次
| 學年度    | 第一名   | 第二名   | 第三名   | 第四名   | 第五名   | 第六名   | 第七名   | 第八名   |
| --------- | -------- | -------- | -------- | -------- | -------- | -------- | -------- | -------- |
| 96 學年度 | 秀峰高中 | 中正高工 | 埔里高工 | 崑山高中 | 南崁高中 | 建台中學 | 士林高商 | 土城高中 |
| 97 學年度 | 埔里高工 | 中正高工 | 秀峰高中 | 南崁高中 | 龍德家商 | 士林高商 | 崑山高中 | 三重高中 |
| 98 學年度 | 中正高工 | 埔里高工 | 秀峰高中 | 龍德家商 | 南崁高中 | 崑山高中 | 士林高商 | 土城高中 |
| 99 學年度 | 中正高工 | 秀峰高中 | 埔里高工 | 龍德家商 | 南崁高中 | 崑山高中 | 士林高商 | 土城高中 |
| 100學年度 | 中正高工 | 埔里高工 | 秀峰高中 | 丹鳳高中 | 南崁高中 | 龍德家商 | 士林高商 | 育德工家 |
| 101學年度 | 中正高工 | 埔里高工 | 丹鳳高中 | 士林高商 | 秀峰高中 | 龍德家商 | 育德工家 | 東山高中 |
| 102學年度 | 士林高商 | 埔里高工 | 中正高工 | 秀峰高中 | 丹鳳高中 | 東山高中 | 南崁高中 | 土城高中 |
| 103學年度 | 丹鳳高中 | 中正高工 | 埔里高工 | 秀峰高中 | 東山高中 | 南崁高中 | 士林高商 | 土城高中 |
| 104學年度 | 埔里高工 | 南崁高中 | 丹鳳高中 | 東山高中 | 中正高工 | 秀峰高中 | 士林高商 | 土城高中 |
| 105學年度 | 埔里高工 | 東山高中 | 丹鳳高中 | 南崁高中 | 中正高工 | 土城高中 | 士林高商 | 秀峰高中 |
| 106學年度 | 士林高商 | 埔里高工 | 東山高中 | 秀峰高中 | 中正高工 | 華江高中 | 土城高中 | 南崁高中 |
| 107學年度 | 埔里高工 | 中正高工 | 士林高商 | 秀峰高中 | 丹鳳高中 | 華江高中 | 東山高中 | 南崁高中 |
| 108學年度 | 華江高中 | 士林高商 | 中正高工 | 埔里高工 | 南崁高中 | 秀峰高中 | 丹鳳高中 | 東山高中 |
| 109學年度 | 南崁高中 | 中正高工 | 士林高商 | 埔里高工 | 丹鳳高中 | 東山高中 | 華江高中 | 秀峰高中 |
| 110學年度 | 東山高中 | 中正高工 | 埔里高工 | 南崁高中 | 華江高中 | 秀峰高中 | 士林高商 | 丹鳳高中 |
| 111學年度 | 埔里高工 | 東山高中 | 華江高中 | 丹鳳高中 | 中正高工 | 士林高商 | 秀峰高中 | 南崁高中 |
| 112學年度 | 東山高中 | 士林高商 | 埔里高工 | 丹鳳高中 | 南崁高中 | 中正高工 | 秀峰高中 | 華江高中 |
| 113學年度 | 東山高中 | 埔里高工 | 丹鳳高中 | 士林高商 | 南崁高中 | 華江高中 | 中正高工 | 秀峰高中 |

## 個人獎項
109學年度正式頒發個人獎項（投手獎、打擊獎、教練獎）

### 109學年度
投手獎：朱怡珊（中正高工）

打擊獎：陳俐伶（南崁高中）

教練獎：歐靜潔

## 外部連結
- 中華民國高級中等學校體育總會